# Igrzyska istmijskie
Igrzyska istmijskie – starożytne greckie igrzyska o charakterze panhelleńskim, organizowane ku czci boga mórz Posejdona w Istmii na Przesmyku Korynckim. 
Igrzyska te odbywały się co dwa lata, prawdopodobnie od przełomu VII i VI wieku Trwały cztery dni i obejmowały między innymi biegi, pięściarstwo, wyścigi rydwanów, wyścigi zaprzęgów konnych, zapasy i zawody pływackie. Przeprowadzano także konkurs gry na cytrze.
Startowali mężczyźni podzieleni na trzy grupy wiekowe. Zwycięzcy otrzymywali wieniec z suchych liści selera lub –  według późniejszych źródeł –  z gałązek sosny. 
Według jednego z mitów igrzyska te ustanowiono na pamiątkę samobójczej śmierci koryntyjczyka Melissosa, ojca zamordowanego przez bakchiadę Archiasa Akteona, który zrozpaczony po śmierci syna miał rzucić w istmijskiej świątyni Posejdona klątwę na Bakchiadów.
Witold Makowiecki opisał igrzyska istmijskie w powieści Diossos.